# تپه المکی ۲
تپه المکی ۲ مربوط به عصر آهن است و در شهرستان ابهر، بخش مرکزی، ۱۲۰۰ متری شرق روستای المکی واقع شده و این اثر در تاریخ ۲۶ دی ۱۳۸۶ با شمارهٔ ثبت ۲۰۵۶۲ به‌عنوان یکی از آثار ملی ایران به ثبت رسیده است.